# 951 Gaspra
951 Gaspra (mednarodno ime je tudi 951 Gaspra) je  velik asteroid tipa S zelo blizu notranega roba glavnega asteroidnega pasu. Pripada asteroidni družini Flora

## Odkritje
Asteroid je odkril ruski astronom Grigorij Nikolajevič Neujmin (1886 – 1946) 30. julija 1916. (Neujmin je odkril 74 asteroidov). Imenuje pa se po letovišču Gaspra, ki leži na obali Krima (zahodno od Jalte).

## Značilnosti
Asteroid Gaspra obkroži Sonce v 3,28 letih. Njegova tirnica ima izsrednost 0,174, nagnjena pa je za 4,102° proti ekliptiki. Okrog svoje osi pa se zavrti v 7,042 urah. Gaspra ima razen velikega števila udarnih kraterjev tudi večje število ravnih in konkavnih področij. Eno izmed teh ravnin z imenom Dunne Regio je velika 5×7 km z razliko v višini do 200 m. Gaspra je med asteroidi tipa S med tistimi, ki so bolj bogati na olovinu (površina kaže olivin in piroksen v razmerju od 4 : 1 do 7 : 1 ). Na površini tudi niso opazili področij z različnimi albedi ali barvami. 
Gaspra na površini nima karterjev, ki bi bili po velikosti primerljivi s polmerom asteroida. Verjetno je to posledica nedavnega nastanka  (v kozmičnih merilih) družine Flora. Predvidevajo, da je družina nastala pred 20 do 300 milijoni let . Ta starost pa je v vesolju tako majhna, da asteroid še ni imel možnosti doživeti dovolj trkov, da bi na površini dobil več kraterjev. Na površini ima okoli 100 do 300 m široke brazed, ki so dolge do 2,5 km in nekaj deset metrov globoke. To kaže, da je Gaspra trdno telo in da ni gruča manjših teles, ki so združena. Brazde so verjetno nastale pri udarcih, ki so drobili spodnje plasti asteroida. Na nekaterih mesti so brazde zapolnjene, kar daje slutiti, da je to posledica premikanja regolita, ki prekriva asteroid  . Težko je pojasniti izvor regolita. Ubežna hitrost je tako majhna, da je malo verjetno, da bi asteroid zadržal večjo količino drobnih delcev, ki so nastali pri trku. To je sicer možno, če ja Gaspra porozno telo ali če je že na začetku imela na površini regolit. Druga možnost je tudi, da je Gaspra dobila regolit že ob nastanku družine Flora oziroma ob nastanku asteroida Gaspra. Ocenjujejo, da bi pri nastanku vseh kraterjev nastal regolit globok največ 10 m. Veliko kraterjev je mnogo globljih in na robovih ne kažejo nikakršnih strukturnih razlik . Marsovi luni Fobos se opazijo še mnogo večje brazde.  
Poli Gaspre kažejo v smeri proti α = 0h 40m ± 10m, δ = 27±2° (ekvatorski koordinatni sistem). To je v ekliptičnem koordinatnem sistemu enakovredno (β, λ) = (21°, 20°) , kar pa da za  nagib vrtilne osi 72°.
Za natančno določitev mase Gaspre se sonda Galileo ni dovolj približala asteroidu. Površina je ocenjena na samo 525 km² .

## Raziskovanje
Vesoljska sonda Galileo je 29. oktobra 1991 letela mimo asteroida Gaspra na razdalji 1600 km z relativno hitrostjo okoli 8 km/s. Asterodu najbližji posnetki so bili narejeni iz razdalje 5300 km z najboljšo ločljivostjo okoli 54 m/piksel . Področja okoli južnega pola ni bilo mogoče posneti, zato pa je sonda posnela 80% ostale površine . Položaj asteroida Gaspra je bil v času približevanja sonde asteroidu znan samo 200 km natančno. Zorni kot kamere na sondi pa je bil samo 5° in ni bilo mogoče ujeti na posnetku asteroida preden je sonda prišla na razdaljo 70.000 km. Da bi odpravili ta problem, so prvič uporabili optično navigacijo. Pri tem so bili zelo uspešni in so tako uspeli narediti posnetke iz oddaljenosti samo 5300 km. Tudi iz te razdalje smer snemanja ni bila popolnoma znana. Kljub temu so naredili 51 posnetkov, ki so jih združili tako, kot da bi naredili samo en posnetek. Podobna tehnologija se od takrat uporablja za vse polete sond mimo asteroidov.